# End SARS
End SARS (ou #EndSARS) é um movimento social descentralizado contra a brutalidade policial na Nigéria. O slogan pede o fim do Special Anti-Robbery Squad (SARS), uma polêmica unidade da Polícia Nigeriana com um longo histórico de abusos.  Os protestos começaram em 2017 como uma campanha no Twitter usando a hashtag #ENDSARS para exigir que o governo nigeriano abolisse essa força policial.  Depois de experimentar uma revitalização em outubro de 2020, manifestações em massa ocorrem em toda a Nigéria e a hashtag tinha 28 milhões de tweets.  Os nigerianos compartilharam histórias e evidências de vídeo de como membros do SARS se envolveram em sequestros, assassinatos, roubos, estupros, tortura, prisões ilegais, humilhação, detenções ilegais, execuções extrajudiciais e extorsões na Nigéria. 
Os oficiais da SARS foram acusados de traçar o perfil dos jovens com base nas escolhas de moda, montar bloqueios de estradas e buscas ilegais, conduzir verificações de temperatura injustificadas, prender sem mandado, estuprar mulheres e extorquir jovens nigerianos por dirigir veículos exóticos e usar laptops e iPhones.
Após alguns dias de protestos renovados, a Força Policial Nigeriana anunciou que estava dissolvendo o SARS em 11 de outubro de 2020. 
No entanto, muitos notaram que promessas semelhantes foram feitas nos últimos anos e que o governo planejava realocar e revisar os oficiais da SARS para centros médicos, em vez de removê-los inteiramente.  Os protestos continuaram e as autoridades nigerianas mantiveram um padrão de repressão violenta, incluindo com a morte de manifestantes.  Ocorreram manifestações internacionais de solidariedade com os manifestantes do país e o escopo do movimento também se tornou cada vez mais crítico em relação ao governo nigeriano liderado por Muhammadu Buhari e à sociedade como um todo. 